# Europanto
Europanto ist eine mit humoristischem Hintergrund konstruierte Sprache, die ein Gemisch aus den Arbeits- und Amtssprachen der Europäischen Union darstellt und deren Struktur sich an die des Englischen anlehnt. Der Name setzt sich zusammen aus dem Wort Europa und der griechischen Wurzel «πάντ-» (pánt- = alles),  mit einem bewussten Anklang an die Plansprache Esperanto.

## Geschichte
Europanto wurde erfunden von dem Übersetzer Diego Marani, der für den Rat der Europäischen Union in Brüssel arbeitete. Laut Marani ist „Sprache nichts Heiliges, im Gegenteil, wir sollten mit ihr spielen.“ Seiner eigenen Aussage nach war Europanto ursprünglich als Witz gemeint und weniger eine Sprache als eher eine „Sichtweise, wie wir Europäer uns besser verständigen und verstehen können“. Marani hatte sie sich während seiner Tätigkeit beim Ministerrat zur Ablenkung für die Betriebszeitung ausgedacht. Bekannt wurde Europanto, als die belgische Wochenzeitung Le soir illustré im Jahr 1997 einige der humoristischen Erzählungen von Marani veröffentlichte.
Europanto ist ein Sprachenmix aus „42 Prozent Englisch, 38 Prozent Französisch, 15 Prozent weitere EU-Sprachen und 5 Prozent Phantasie“. Es gibt für Europanto keine festen Regeln und keine Grammatik, wichtig ist allein die Kreativität der Sprecher.
Europanto wurde nicht für den Zweck der Kommunikation entwickelt und ist deshalb dafür auch ungeeignet; im Schriftlichen lassen sich zwar unter sprachgeübten Personen durchaus allgemeine Informationen austauschen, aber beim Erläutern komplexerer Zusammenhänge und gerade im verbalen Bereich stößt man schnell an seine Grenzen.

## Definition in Europanto
„Europanto esse un ‚pidgin‘ gemade von multe parts von multe Europish langues, que chaquebody with un gemutfeeling por dies langues verstand posse. Il esse gedacht by Diego Marani, un traducter por die Europish Togethering.“
Übersetzung: Europanto ist eine „Pidgin-Sprache“, die aus vielen Teilen von vielen europäischen Sprachen gemacht ist, die jedermann mit ein wenig Sprachgespür verstehen kann. Sie wurde erdacht von Diego Marani, einem Übersetzer der Europäischen Union.

## Textbeispiel
Als consequence des results van der switsche referendum over die bilaterale agreements mit Europe, der Europanto Instituto van Bricopolitik, in collaboratione mit der Zürcher Zoo, organize eine test zum verify if swisseros esse pronto por join der Europese Unione.
– Diego Marani – 
Wat esse Euro?
Eine stop des Frankfurt metro
Eine brand lessive detergente
Der common europese money
Welches van diese stadt esse der capitalcity des Europese Unione ?
Ausfahrt
Bruxelles
Eurodisney
Qui zum primero founded der Europese Unione?
Robert Schuman
Napolone Bonaparte
Margaret Thatcher
Porqué Liechtenstein esse in der Europese Unione nicht ?
Porqué habe keine dinero por bezale adhesione
Porqué esse eine communiste regime
Porqué der Fürst want join nicht
Welches esse der objective des Europese Unione ?
Finde eine alternative aan Jeux sans frontières
Integrate europese countries
Make dinero mit autostradale tolls